# Punto crítico de control
El punto crítico de control (PCC) es el punto en el que la falla del Procedimiento de operación estándar (SOP) podría causar daños a los clientes y al negocio, o incluso la pérdida del negocio en sí. Es un punto, paso o procedimiento en el que se pueden aplicar controles y se puede prevenir, eliminar o reducir un riesgo de seguridad alimentaria a niveles aceptables (críticos). El PCC más común es la cocina, donde los gerentes de seguridad alimentaria designan límites críticos.  La identificación de PCC también es un paso importante en el análisis de riesgo y confiabilidad para los procesos de tratamiento de agua. 

## Comida en la cocina
En los Estados Unidos, la Administración de Alimentos y Medicamentos (FDA) establece temperaturas internas mínimas para los alimentos cocinados.  Estos valores pueden ser reemplazados por los requisitos del código de salud local o estatal, pero no pueden estar por debajo de los límites de la FDA.  Las temperaturas deben medirse con un termómetro de sonda en la parte más gruesa de las carnes o en el centro de otros platos, evitando los huesos y los lados de los contenedores. Las temperaturas internas mínimas se establecen de la siguiente manera: 
165 °F (74 °C) durante 15 segundos
- Aves de corral (como pollo, pavo o pato entero o molido)
- Carnes rellenas, pescados, aves y pastas.
- Cualquier alimento previamente cocinado que se recaliente a una temperatura inferior a 135 °F (57 °C), siempre que haya sido refrigerado o caliente menos de 2 horas
- Cualquier alimento potencialmente peligroso cocinado en un microondas, como aves, carne, pescado o huevos

155 °F (68 °C) durante 15 segundos
- Carnes molidas (como la carne de res o cerdo)
- Carnes inyectadas (como asados con sabor o jamones en salmuera)
- Pescado molido o picado
- Huevos que se mantendrán durante un período de tiempo antes de comerlos.

145 °F (63 °C) durante 15 segundos
- Filetes y chuletas como carne de res, cerdo, ternera y cordero
- Pez
- Huevos cocinados para servicio inmediato.

145 °F (63 °C) por 4 minutos
- Asados (se pueden cocinar a temperaturas más bajas para períodos de tiempo mayores)

135 °F (57 °C) por 15 segundos
- Frutas o verduras cocidas que se mantendrán durante un período de tiempo antes de comerlas
- Cualquier alimento procesado comercialmente, listo para comer, que se mantendrá durante un período de tiempo antes de comerse

Además, los alimentos calientes deben mantenerse en un intervalo mínimo de 135 °F (57 °C) si no se consumen de inmediato. La temperatura debe verificarse cada 4 horas o, de lo contrario, debe etiquetarse con un tiempo de descarte. Si bien los alimentos calientes controlados pueden mantenerse indefinidamente de esta manera sin preocuparse por la seguridad de los alimentos, el valor nutricional, el sabor y la calidad pueden sufrir durante largos períodos. 